# Druga liga Srbije i Crne Gore u nogometu
Druga liga Srbije i Crne Gore bilo je nogometno prvenstvo drugog ranga u Srbiji i Crnoj Gori, odnosno u SR Jugoslaviji. 

## O ligi
Natjecanje je nastalo 1991. godine, raspadom SRJ i napuštanjem ekipa iz Slovenije i Hrvatske, dok su one iz Bosne i Hercegovine i Makedonije odustale tijekom prvenstva u tijeku. Tako su ostale ekipe iz Vojvodine, središnje Srbije, Kosova i Crne Gore. 

Na Kosovu su samo timovi srpske manjine sudjelovali u ovom natjecanju, dok su oni iz albanske većine organizirali zasebno natjecanje koje UEFA i FIFA nisu priznali. 

Od 1993./94. do 1995./96. Druga liga SR Jugoslavije sastojala se od dva jakosna ranga – 2. A lige i 2. B lige. Oni su igrani u dva dijela kao skupine od deset klubova. Nakon jesenskog dijela četiri posljednjoplasirana kluba iz 2. A lige bi proljeće igrala u 2. B ligi, a prva četiri kluba iz 2. B lige bi proljeće igrala u 2. A ligi. 

Od 1996. do 1998. Druga liga predstavljala je 3. rang jer se Prva liga podijelila na dva ranga (1. A i 1. B) od po 12 momčadi.

U sezoni 1998./99. Druga liga ponovno je postala 2. rang, ali zbog NATO-ovog bombardiranja SRJ prvenstvo nije završeno, a privremena ljestvica nakon 21. kola proglašena je konačnom. 

Od 1996. natjecanje je bilo podijeljeno u dvije skupine (Istok i Zapad), Godine 1999. oformirana je treća skupina (Sjever), a 2000. stvorena je četvrta: Južna skupina koju su popunili crnogorski klubovi. 

U ožujku 2003. godine SR Jugoslavija postaje Srbija i Crna Gora, te liga postaje Druga liga Srbije i Crne Gore. 

Godine 2004. Druga liga je ukinuta: tri srpske skupine (Sjever, Istok i Zapad) ujedinjene su u Prvu ligu Srbije, dok je Južna skupina postala Prva crnogorska liga.

U proljeće 2006. godine održan je Referendum o neovisnosti Crne Gore, nakon kojeg je Crna Gora proglasila neovisnost. Stoga je u sezoni 2006./07. Prva crnogorska liga postala najviši rang u samostalnoj Crnoj Gori.

## Dosadašnji pobjednici
| Sezona    | Jedinstvena liga   | Jedinstvena liga   | Jedinstvena liga   | Jedinstvena liga  | Jedinstvena liga  | Jedinstvena liga  | Jedinstvena liga   | Jedinstvena liga   | Jedinstvena liga   | Jedinstvena liga       | Jedinstvena liga       | Jedinstvena liga       |
| --------- | ------------------ | ------------------ | ------------------ | ----------------- | ----------------- | ----------------- | ------------------ | ------------------ | ------------------ | ---------------------- | ---------------------- | ---------------------- |
| 1991./92. | Bečej              | Bečej              | Bečej              | Bečej             | Bečej             | Bečej             | Bečej              | Bečej              | Bečej              | Bečej                  | Bečej                  | Bečej                  |
| 1992./93. | Jastrebac Niš      | Jastrebac Niš      | Jastrebac Niš      | Jastrebac Niš     | Jastrebac Niš     | Jastrebac Niš     | Jastrebac Niš      | Jastrebac Niš      | Jastrebac Niš      | Jastrebac Niš          | Jastrebac Niš          | Jastrebac Niš          |
| 1993./94. | Borac Čačak        | Borac Čačak        | Borac Čačak        | Borac Čačak       | Borac Čačak       | Borac Čačak       | Borac Čačak        | Borac Čačak        | Borac Čačak        | Borac Čačak            | Borac Čačak            | Borac Čačak            |
| 1994./95. | Mladost Lučani     | Mladost Lučani     | Mladost Lučani     | Mladost Lučani    | Mladost Lučani    | Mladost Lučani    | Mladost Lučani     | Mladost Lučani     | Mladost Lučani     | Mladost Lučani         | Mladost Lučani         | Mladost Lučani         |
| 1995./96. | Budućnost Valjevo  | Budućnost Valjevo  | Budućnost Valjevo  | Budućnost Valjevo | Budućnost Valjevo | Budućnost Valjevo | Budućnost Valjevo  | Budućnost Valjevo  | Budućnost Valjevo  | Budućnost Valjevo      | Budućnost Valjevo      | Budućnost Valjevo      |
| Sezona    | Zapad              | Zapad              | Zapad              | Zapad             | Zapad             | Zapad             | Istok              | Istok              | Istok              | Istok                  | Istok                  | Istok                  |
| 1996./97. | Sartid Smederevo   | Sartid Smederevo   | Sartid Smederevo   | Sartid Smederevo  | Sartid Smederevo  | Sartid Smederevo  | Priština           | Priština           | Priština           | Priština               | Priština               | Priština               |
| 1997./98. | Mogren Budva       | Mogren Budva       | Mogren Budva       | Mogren Budva      | Mogren Budva      | Mogren Budva      | Milicionar Beograd | Milicionar Beograd | Milicionar Beograd | Milicionar Beograd     | Milicionar Beograd     | Milicionar Beograd     |
| 1998./99. | Borac Čačak        | Borac Čačak        | Borac Čačak        | Borac Čačak       | Borac Čačak       | Borac Čačak       | Čukarički Beograd  | Čukarički Beograd  | Čukarički Beograd  | Čukarički Beograd      | Čukarički Beograd      | Čukarički Beograd      |
| Sezona    | Sjever             | Sjever             | Sjever             | Sjever            | Zapad             | Zapad             | Zapad              | Zapad              | Istok              | Istok                  | Istok                  | Istok                  |
| 1999./00. | FK Beograd         | FK Beograd         | FK Beograd         | FK Beograd        | Zeta Golubovci    | Zeta Golubovci    | Zeta Golubovci     | Zeta Golubovci     | Napredak Kruševac  | Napredak Kruševac      | Napredak Kruševac      | Napredak Kruševac      |
| Sezona    | Sjever             | Sjever             | Sjever             | Zapad             | Zapad             | Zapad             | Istok              | Istok              | Istok              | Jug                    | Jug                    | Jug                    |
| 2000./01. | Mladost Apatin     | Mladost Apatin     | Mladost Apatin     | Mladost Lučani    | Mladost Lučani    | Mladost Lučani    | Zvezdara Beograd   | Zvezdara Beograd   | Zvezdara Beograd   | Rudar Pljevlja         | Rudar Pljevlja         | Rudar Pljevlja         |
| 2001./02. | Radnički Obrenovac | Radnički Obrenovac | Radnički Obrenovac | Javor Ivanjica    | Javor Ivanjica    | Javor Ivanjica    | Radnički Niš       | Radnički Niš       | Radnički Niš       | Mogren Budva           | Mogren Budva           | Mogren Budva           |
| 2002./03. | Budućnost B. Dvor  | Budućnost B. Dvor  | Budućnost B. Dvor  | Borac Čačak       | Borac Čačak       | Borac Čačak       | Napredak Kruševac  | Napredak Kruševac  | Napredak Kruševac  | Kom Podgorica          | Kom Podgorica          | Kom Podgorica          |
| 2003./04. | Radnički Beograd   | Radnički Beograd   | Radnički Beograd   | Čukarički Beograd | Čukarički Beograd | Čukarički Beograd | Hajduk Beograd     | Hajduk Beograd     | Hajduk Beograd     | Budućnost Podgorica    | Budućnost Podgorica    | Budućnost Podgorica    |
| Sezona    | Prva liga Srbije   | Prva liga Srbije   | Prva liga Srbije   | Prva liga Srbije  | Prva liga Srbije  | Prva liga Srbije  | Prva liga Srbije   | Prva liga Srbije   | Prva liga Srbije   | Prva crnogorska liga   | Prva crnogorska liga   | Prva crnogorska liga   |
| 2004./05. | Budućnost B. Dvor  | Budućnost B. Dvor  | Budućnost B. Dvor  | Budućnost B. Dvor | Budućnost B. Dvor | Budućnost B. Dvor | Budućnost B. Dvor  | Budućnost B. Dvor  | Budućnost B. Dvor  | Jedinstvo Bijelo Polje | Jedinstvo Bijelo Polje | Jedinstvo Bijelo Polje |
| 2005./06. | Bežanija Beograd   | Bežanija Beograd   | Bežanija Beograd   | Bežanija Beograd  | Bežanija Beograd  | Bežanija Beograd  | Bežanija Beograd   | Bežanija Beograd   | Bežanija Beograd   | Rudar Pljevlja         | Rudar Pljevlja         | Rudar Pljevlja         |

## Statistika
Izdanja od 2004. do 2006. nisu uključena.
| Klub                | Jliga | 2skup | 3skup | 4skup | Ukupno | Promocije |
| ------------------- | ----- | ----- | ----- | ----- | ------ | --------- |
| Borac Čačak         | 1     | 1     | 0     | 1     | 3      | 3         |
| Mladost Lučani      | 1     | 0     | 0     | 1     | 2      | 2         |
| Mogren Budva        | 0     | 1     | 0     | 1     | 2      | 3         |
| Čukarički Beograd   | 0     | 1     | 0     | 1     | 2      | 3         |
| Napredak Kruševac   | 0     | 0     | 1     | 1     | 2      | 3         |
| Bečej               | 1     | 0     | 0     | 0     | 1      | 1         |
| Jastrebac Niš       | 1     | 0     | 0     | 0     | 1      | 1         |
| Budućnost Valjevo   | 1     | 0     | 0     | 0     | 1      | 1         |
| Priština            | 0     | 1     | 0     | 0     | 1      | 2         |
| Sartid Smederevo    | 0     | 1     | 0     | 0     | 1      | 1         |
| Milicionar Beograd  | 0     | 1     | 0     | 0     | 1      | 1         |
| Zeta Golubovci      | 0     | 0     | 1     | 0     | 1      | 1         |
| FK Beograd          | 0     | 0     | 1     | 0     | 1      | 0         |
| Rudar Pljevlja      | 0     | 0     | 0     | 1     | 1      | 3         |
| Radnički Beograd    | 0     | 0     | 0     | 1     | 1      | 2         |
| Hajduk Beograd      | 0     | 0     | 0     | 1     | 1      | 2         |
| Mladost Apatin      | 0     | 0     | 0     | 1     | 1      | 1         |
| Zvezdara Beograd    | 0     | 0     | 0     | 1     | 1      | 1         |
| Radnički Obrenovac  | 0     | 0     | 0     | 1     | 1      | 1         |
| Javor Ivanjica      | 0     | 0     | 0     | 1     | 1      | 1         |
| Radnički Niš        | 0     | 0     | 0     | 1     | 1      | 1         |
| Budućnost B. Dvor   | 0     | 0     | 0     | 1     | 1      | 1         |
| Kom Podgorica       | 0     | 0     | 0     | 1     | 1      | 1         |
| Budućnost Podgorica | 0     | 0     | 0     | 1     | 1      | 1         |
| OFK Kikinda         | 0     | 0     | 0     | 0     | 0      | 2         |
| Sutjeska Nikšić     | 0     | 0     | 0     | 0     | 0      | 2         |
| Hajduk Kula         | 0     | 0     | 0     | 0     | 0      | 1         |
| Sloboda Užice       | 0     | 0     | 0     | 0     | 0      | 1         |
| Obilić Beograd      | 0     | 0     | 0     | 0     | 0      | 1         |
| Loznica             | 0     | 0     | 0     | 0     | 0      | 1         |
| Mladost Bački Jarak | 0     | 0     | 0     | 0     | 0      | 1         |
| Železnik Beograd    | 0     | 0     | 0     | 0     | 0      | 1         |
| Spartak Subotica    | 0     | 0     | 0     | 0     | 0      | 1         |
| Radnički Kragujevac | 0     | 0     | 0     | 0     | 0      | 1         |

## Poveznice
- Prva liga Srbije i Crne Gore
- Treća liga Srbije i Crne Gore
- Kup Srbije i Crne Gore u nogometu
- 2. savezna liga SFRJ
- Prva crnogorska liga
- Prva liga Srbije